# 卢甘斯克人民共和国首脑
盧甘斯克人民共和國首脑，也译作盧甘斯克人民共和國总统，是盧甘斯克人民共和國的国家元首。2014年8月通过的第一部《盧甘斯克人民共和國憲法》，规定盧甘斯克人民共和國是“共和制的人民蘇維埃國家”，确立元首制政府體制。第一屆元首任期為四年一屆，自2018年起任期延長至六年一屆。

## 選舉過程

### 資格
依據盧甘斯克人民共和國憲法，如果有人想角逐國家元首寶座，必須是三十五歲以上的蘇聯出生的公民，並且居住在蘇聯境內連續超過十年。盧甘斯克人民共和國憲法也同時明文規定，一個人擔任國家元首之職連選得連任一次，然而擔任兩次之後隔屆再參選並不在此限，換言之並未限制一個人擔任國家元首的總年限，只要他能夠在選戰中獲勝即可。

### 選舉
國家元首選舉採取兩輪投票制，自2018年起每六年選舉一次，如果沒有候選人在第一回合取得絕對多數的勝利，那麼在第二回合以上一回合得票最多的兩位候選人。

## 历任元首

### 獨立國家
| 任次 | 任次 | 肖像 | 名字                               | 名字     | 任期           | 任期           | 政黨                          |
|      |      | 肖像 | 譯名                               | 俄語原文 | 就職           | 離職           | 政黨                          |
| ---- | ---- | ---- | ---------------------------------- | -------- | -------------- | -------------- | ----------------------------- |
|      | 代   |      | 根纳季·尼古拉耶维奇·齐普卡洛夫     |          | 2014年5月13日  | 2014年5月17日  | 争取卢甘斯克和平              |
|      | 1    |      | 瓦列里·德米特里耶维奇·博洛托夫     |          | 2014年5月18日  | 2014年8月14日  | 無黨籍                        |
|      | 代   |      | 伊戈尔·韦涅季克托维奇·普罗特尼茨基 |          | 2014年8月14日  | 2014年11月4日  | 争取卢甘斯克和平              |
|      | 2    |      | 伊戈尔·韦涅季克托维奇·普罗特尼茨基 |          | 2014年11月4日  | 2017年11月24日 | 争取卢甘斯克和平              |
|      | 代   |      | 列昂尼德·伊万诺维奇·帕谢奇尼克     |          | 2017年11月24日 | 2018年11月21日 | 争取卢甘斯克和平              |
|      | 3    |      | 列昂尼德·伊万诺维奇·帕谢奇尼克     |          | 2018年11月21日 | 2022年10月4日  | 争取卢甘斯克和平 ↓ 統一俄羅斯 |

### 被俄羅斯吞併後
| 任次 | 任次 | 肖像 | 名字                           | 名字     | 任期          | 任期 | 政黨       |
|      |      | 肖像 | 譯名                           | 俄語原文 | 就職          | 離職 | 政黨       |
| ---- | ---- | ---- | ------------------------------ | -------- | ------------- | ---- | ---------- |
|      | 3    |      | 列昂尼德·伊万诺维奇·帕谢奇尼克 |          | 2022年10月4日 | 現任 | 統一俄羅斯 |

## 象徵
在元首從大選中獲勝之後，以下象徵將會授予元首，這些也象徵了元首的官階以及特殊的地位。

## 官邸
元首主要的工作場所是在盧甘斯克元首府。

## 權力
根据盧甘斯克人民共和國憲法共59條所規定：
- 确保尊重人权和自由、卢甘斯克人民共和国宪法和法律及其国际义务;
- 正式代表国家在国际事务中，签署国际条约;
- 采取措施，确保卢甘斯克人民共和国的安全和领土完整，组成并领导安全理事会，其地位由法律决定;
- 为了保证公民的安全，他在卢甘斯克中华人民共和国实施国家和戒严法，随后经卢甘斯克人民委员会批准;
- 向卢甘斯克人民委员会提交关于卢甘斯克人民共和国部长会议结果的年度报告;
- 卢甘斯克人民委员会拥有立法权;
- 有权要求召开卢甘斯克人民委员会特别会议，并有权在本宪法规定的最后期限之前召开新当选的卢甘斯克人民委员会第一次会议。;
- 卢甘斯克人民委员会会议的权利，具有协商发言权;
- 赦免;
- 授予国家奖、荣誉称号、军人和特殊称号;
- 组成卢甘斯克人民共和国领导人的行政当局;
- 代表国家银行行长、总检察长和其他官员，并代表卢甘斯克人民委员会成员对他们被解雇的看法;
- 中止或撤销卢甘斯克人民共和国部长会议的法令和命令、卢甘斯克人民共和国各部和其他执行机构违反现行法律的行为;
- 签署并颁布卢甘斯克人民共和国的法律或拒绝这些法律。
- 领导人组成卢甘斯克人民共和国部长会议，接受或拒绝整个理事会或个别部长的辞职。根据艺术。卢甘斯克人民共和国领导人可领导卢甘斯克人民共和国部长会议。
- 在紧急状态、自然灾害、敌对行动期间，卢甘斯克人民共和国领导人有权颁布具有法律效力的法令，并有义务立即执行，同时向议会发出信息。